# Chiridotea coeca
Chiridotea coeca är en kräftdjursart som först beskrevs av Thomas Say 1818.  Chiridotea coeca ingår i släktet Chiridotea och familjen Chaetiliidae. Inga underarter finns listade i Catalogue of Life.